# Draupnir
Draupnir (staronordijski Draupnir) je magični zlatni prsten Odina, vrhovnoga boga iz nordijske mitologije. Svake devete noći stvorio bi osam zlatnih prstena u svemu nalik sebi samome, samo bez mogućnosti da dalje stvaraju novo prstenje. Tako Draupnir osigurava Odinu blagostanje. 
Njegovo ime znači »koji kaplje« jer bi tih osam prstenova kapalo iz njega.
Prsten je načinio patuljak Sindri uz pomoć brata Brokka za Lokija, koji ga je dao Odinu.
Nakon smrti Baldra, Odinova sina i najomiljenijeg boga, Odin polaže Draupnir na lomaču koja je načinjena od Baldrovog broda Hringhornija na kojem su položena trupla božanskih supružnika Baldra i Nanne.
Božica Frigg, Odinova supruga i Baldrova majka šalje drugoga sina, Hermoda, put podzemnoga svijeta Hela kako bi tamo ponudio otkupninu za brata. Pronašao ga je nakon devet noći jahanja i dogovorio se s Hel, čuvaricom Hela, da će ga pustiti ako sve živo bude plakalo za njim. Na odlasku ga Baldr ispraća i daje prsten Draupnir da ga vrati Odinu kao uspomenu.